# Ravinia columbiana
Ravinia columbiana är en tvåvingeart som först beskrevs av Guilherme A.M.Lopes 1962.  Ravinia columbiana ingår i släktet Ravinia och familjen köttflugor.
Artens utbredningsområde är Colombia. Inga underarter finns listade i Catalogue of Life.